# Fußball-Verbandsliga Bremen 1983/84
Die Fußball-Verbandsliga Bremen 1983/84 war die fünfunddreißigste Saison der höchsten Spielklasse des Bremer Fußball-Verbandes. Meister wurde der SC Vahr, mit drei Punkten Vorsprung auf den Vorjahresmeister Bremer SV. Der SC konnte sich damit seinen ersten Bremer Meistertitel sichern.

## Abschlusstabelle
| Pl. | Verein                  | Sp. | Tore  | Diff. | Punkte |
| --- | ----------------------- | --- | ----- | ----- | ------ |
| 01. | SC Vahr                 | 30  | 76:35 | +41   | 46:14  |
| 02. | Bremer SV (M)           | 30  | 86:29 | +57   | 43:17  |
| 03. | TuRa Bremen             | 30  | 62:42 | +20   | 39:21  |
| 04. | Leher TS                | 30  | 68:50 | +18   | 38:22  |
| 05. | VfB Komet Bremen        | 30  | 53:54 | −01   | 35:25  |
| 06. | Sparta Bremerhaven      | 30  | 50:38 | +12   | 32:28  |
| 07. | FT Geestemünde          | 30  | 47:38 | +09   | 32:28  |
| 08. | Geestemünder SC (N)     | 30  | 47:51 | −04   | 31:29  |
| 09. | Blumenthaler SV         | 30  | 53:51 | +02   | 30:30  |
| 10. | TS Woltmershausen       | 30  | 51:52 | −01   | 30:30  |
| 11. | SFL Bremerhaven         | 30  | 45:50 | −05   | 27:33  |
| 12. | SG Oslebshausen Bremen  | 30  | 59:82 | −23   | 23:37  |
| 13. | SC Schiffdorferdamm (N) | 30  | 35:67 | −32   | 23:37  |
| 14. | TSV Lesum               | 30  | 41:67 | −26   | 21:39  |
| 15. | SV Hemelingen           | 30  | 46:75 | −29   | 19:41  |
| 16. | Lüssumer TV             | 30  | 32:70 | −38   | 11:49  |

| (M) | Meister der Vorsaison |
| (N) | Aufsteiger            |

## Aufstieg und Deutsche Amateurmeisterschaft
Zum fünften Mal in Folge konnte sich der Bremer Vertreter, in diesem Fall der SC Vahr, nicht in der Aufstiegsrunde zur Oberliga Nord durchsetzen. Der letzte Aufsteiger aus Bremen in die Oberliga war im Jahr 1979 der Blumenthaler SV.
Für die Amateurmeisterschaft konnten sich, zum dritten Mal in Folge, die Amateure von Werder Bremen qualifizieren. In der ersten Runde, dem Viertelfinale, trafen die Bremer auf die Amateure von Bayern München. Ging das Hinspiel in der Hansestadt noch 2:2 aus, konnte Bremen das Rückspiel in München mit 4:1 Treffern für sich entscheiden. Doch im anschließenden Halbfinale war Schluss für die Bremer. Gegen den SC Eintracht Hamm musste man sich mit 1:2 und 0:5 geschlagen geben.